# Zala Kralj & Gašper Šantl
Zala Kralj & Gašper Šantl is een Sloveens muzikaal duo. 

## Biografie
Zala Kralj en Gašper Šantl waren beiden reeds actief in de muziekwereld toen ze in 2017 aan elkaar voorgesteld werden door een gemeenschappelijke vriend. Ze namen samen een single op, Valovi. Aanvankelijk ging het om een eenmalige muzikale samenwerking, maar in 2018 besloten ze om een vast duo te vormen. Begin 2019 namen ze deel aan EMA, de Sloveense preselectie voor het Eurovisiesongfestival. Met het nummer Sebi wonnen ze de nationale finale, waardoor ze Slovenië mochten vertegenwoordigen op het Eurovisiesongfestival 2019 in Tel Aviv.
1993: 1X Band · 
1995: Darja Švajger · 
1996: Regina · 
1997: Tanja Ribič · 
1998: Vili Resnik · 
1999: Darja Švajger · 
2001: Nuša Derenda · 
2002: Sestre · 
2003: Karmen Stavec · 
2004: Platin · 
2005: Omar Naber · 
2006: Anžej Dežan · 
2007: Alenka Gotar · 
2008: Rebeka Dremelj · 
2009: Quartissimo feat. Martina · 
2010: Ansambel Žlindre & Kalamari · 
2011: Maja Keuc · 
2012: Eva Boto · 
2013: Hannah Mancini · 
2014: Tinkara Kovač · 
2015: Maraaya · 
2016: ManuElla · 
2017: Omar Naber · 
2018: Lea Sirk · 
2019: Zala Kralj & Gašper Šantl · 
2021: Ana Soklič · 
2022: LPS · 
2023: Joker Out · 
2024: Raiven · 
2025: Klemen